# Église d'Olari
L’église d'Olari (finnois : Olarin kirkko) est une église luthérienne située dans le quartier de Niittykumpu à Espoo en Finlande.